# Sport-Club Paderborn 07 2009-2010
Questa voce raccoglie le informazioni riguardanti il Sport-Club Paderborn 07 nelle competizioni ufficiali della stagione 2009-2010.

## Stagione
Nella stagione 2009-2010 il Paderborn, allenato da André Schubert, concluse il campionato di 2. Bundesliga al 5º posto. In Coppa di Germania il Paderborn fu eliminato al primo turno dal Monaco 1860.

## Rosa
| N. |                      | Ruolo | Calciatore          |
| -- | -------------------- | ----- | ------------------- |
| 19 | Germania (bandiera)  | P     | Nico Burchert       |
| 1  | Danimarca (bandiera) | P     | Kasper Jensen       |
| 20 | Germania (bandiera)  | P     | Sebastian Lange     |
| 22 | Germania (bandiera)  | P     | Daniel Masuch       |
| 30 | Germania (bandiera)  | D     | Tom Bertram         |
| 26 | Germania (bandiera)  | D     | Sören Gonther       |
| 23 | Germania (bandiera)  | D     | Sören Halfar        |
| 3  | Germania (bandiera)  | D     | Matthias Holst      |
| 14 | Germania (bandiera)  | D     | Eugen Klukin        |
| 16 | Germania (bandiera)  | D     | David Krecidlo      |
| 6  | Germania (bandiera)  | D     | Florian Mohr        |
| 8  | Germania (bandiera)  | D     | Sebastian Schachten |
| 24 | Germania (bandiera)  | D     | Christian Strohdiek |
| 4  | Germania (bandiera)  | D     | Toni Wachsmuth      |
| 7  | Germania (bandiera)  | D     | Jens Wemmer         |

| N. |                         | Ruolo | Calciatore              |
| -- | ----------------------- | ----- | ----------------------- |
| 5  | Kosovo (bandiera)       | C     | Enis Alushi             |
| 21 | Germania (bandiera)     | C     | Daniel Brückner         |
| 15 | RD del Congo (bandiera) | C     | Rolf-Christel Guié-Mien |
| 17 | Germania (bandiera)     | C     | Philipp Heithölter      |
| 34 | Germania (bandiera)     | C     | Ardian Jevric           |
| 18 | Germania (bandiera)     | C     | Markus Krösche          |
| 13 | Germania (bandiera)     | C     | Sebastian Schuppan      |
| 2  | Germania (bandiera)     | C     | Rudolf Zedi             |
| 12 | Germania (bandiera)     | A     | Sören Brandy            |
| 39 | Germania (bandiera)     | A     | Nejmeddin Daghfous      |
| 32 | Germania (bandiera)     | A     | Rene Huneck             |
| 31 | Germania (bandiera)     | A     | Sven Krause             |
| 9  | Germania (bandiera)     | A     | Frank Löning            |
| 29 | Germania (bandiera)     | A     | Gaetano Manno           |
| 11 | Turchia (bandiera)      | A     | Mahir Sağlık            |

## Organigramma societario
Area tecnica
- Allenatore: André Schubert
- Allenatore in seconda: Asif Šarić
- Preparatore dei portieri: Michael Gibhardt
- Preparatori atletici:

## Risultati

### 2. Bundesliga

#### Girone di andata
| Arbitro: | Wagner |

|                               |           |  |
| Christ 15’ Fink 20’ Weber 35’ | Marcatori |  |

| Arbitro: | Aytekin |

|                            |           |  |
| Schachten 5’ Wachsmuth 33’ | Marcatori |  |

| Francoforte sul Meno 21 agosto 2009, ore 18:00 CEST 3ª giornata | FSV Francoforte | 0 – 0 referto | Paderborn | Frankfurter Volksbank Stadion (3 874 spett.)\| Arbitro: \| Schalk \| |
| Arbitro:                                                        | Schalk          |               |           |                                                                      |

| Paderborn 30 agosto 2009, ore 13:30 CEST 4ª giornata | Paderborn | 0 – 0 referto | Kaiserslautern | Energieteam Arena (10 345 spett.)\| Arbitro: \| Stieler \| |
| Arbitro:                                             | Stieler   |               |                |                                                            |

| Arbitro: | Perl |

|                                               |           |                                      |
| Mosquera 9’, 24’ Benyamina 13’, 47’ Şahin 89’ | Marcatori | 34’ Manno 44’, 90’ Sağlık 85’ Brandy |

| Arbitro: | Bandurski |

|                                                                |           |             |
| Sağlık 17’ (rig.) Manno 27’ Brückner 41’ Brandy 84’ Löning 88’ | Marcatori | 15’ Angelov |

| Monaco di Baviera 27 settembre 2009, ore 13:30 CEST 7ª giornata | Monaco 1860 | 0 – 0 referto | Paderborn | Allianz Arena (21 500 spett.)\| Arbitro: \| Willenborg \| |
| Arbitro:                                                        | Willenborg  |               |           |                                                           |

| Arbitro: | Weiner |

|                         |           |                       |
| Sağlık 21’ Brückner 30’ | Marcatori | 11’ (rig.), 59’ Thurk |

| Arbitro: | Wingenbach |

|               |           |                      |
| Sebastian 58’ | Marcatori | 28’ Alushi 82’ Manno |

| Arbitro: | Meyer |

|  |           |                            |
|  | Marcatori | 33’ Mijatović 78’ Federico |

| Arbitro: | Zwayer |

|                                         |           |                      |
| Gordon 34’ Stoppelkamp 52’ Petersch 66’ | Marcatori | 22’ Gonther 43’ Mohr |

| Arbitro: | Grudzinski |

|                         |           |              |
| Alushi 13’ Brückner 31’ | Marcatori | 15’ Hartmann |

| Ahlen 20 novembre 2009, ore 18:00 CET 13ª giornata | Rot Weiss Ahlen | 0 – 0 referto | Paderborn | Wersestadion (5 245 spett.)\| Arbitro: \| Dingert \| |
| Arbitro:                                           | Dingert         |               |           |                                                      |

| Arbitro: | Thielert |

|            |           |  |
| Sağlık 31’ | Marcatori |  |

| Arbitro: | Ittrich |

|           |           |                     |
| Sağlık 5’ | Marcatori | 43’, 65’, 79’ Grlić |

| Arbitro: | Aytekin |

|            |           |                  |
| Casper 41’ | Marcatori | 64’ (rig.) Manno |

| Arbitro: | Gagelmann |

|                              |           |          |
| Sağlık 69’ (rig.) Brandy 76’ | Marcatori | 90’ Sako |

#### Girone di ritorno
| Arbitro: | Brych |

|              |           |            |
| Brückner 29’ | Marcatori | 63’ Harnik |

| Arbitro: | Hartmann |

|             |           |                |
| Schäfer 88’ | Marcatori | 9’, 12’ Sağlık |

| Arbitro: | Schalk |

|  |           |                 |
|  | Marcatori | 1’, 89’ Cidimar |

| Arbitro: | Willenborg |

|                               |           |  |
| Jendrišek 47’, 86’ Hornig 90’ | Marcatori |  |

| Arbitro: | Perl |

|                                          |           |  |
| Sağlık 67’ Glinker 69’ (aut.) Löning 83’ | Marcatori |  |

| Arbitro: | Christ |

|          |           |                         |
| Jula 34’ | Marcatori | 53’ Sağlık 73’ Brückner |

| Arbitro: | Siebert |

|                                          |           |            |
| Sağlık 9’ (rig.) Brückner 59’ Alushi 69’ | Marcatori | 76’ Aigner |

| Arbitro: | Kircher |

|                           |           |  |
| Rafael 62’, 70’ Costa 83’ | Marcatori |  |

| Arbitro: | Thielert |

|                       |           |                       |
| Löning 12’ Krause 86’ | Marcatori | 7’ Bartels 44’ Dahlén |

| Arbitro: | Gagelmann |

|                                   |           |  |
| Katongo 26’ Feick 71’ Risgård 85’ | Marcatori |  |

| Arbitro: | Ittrich |

|            |           |                        |
| Brandy 75’ | Marcatori | 13’ Landers 89’ Pappas |

| Arbitro: | Aytekin |

|                         |           |            |
| Kapllani 70’ Gunkel 75’ | Marcatori | 22’ Krause |

| Arbitro: | Stieler |

|                                |           |  |
| Krause 39’ (rig.) Brückner 67’ | Marcatori |  |

| Arbitro: | Welz |

|              |           |                   |
| Fürstner 37’ | Marcatori | 45’ (rig.) Krause |

| Arbitro: | Christ |

|                          |           |                            |
| Exslager 49’ Vidošić 88’ | Marcatori | 30’, 83’ Sağlık 58’ Brandy |

| Arbitro: | Kempter |

|                         |           |            |
| Brückner 68’ Sağlık 78’ | Marcatori | 40’ Stehle |

| Arbitro: | Zwayer |

|            |           |                           |
| Ebbers 19’ | Marcatori | 45’ Brückner 81’ Daghfous |

### Coppa di Germania
| Arbitro: | Winkmann |

|  |           |           |
|  | Marcatori | 24’ Felhi |

## Statistiche

### Statistiche di squadra
| Competizione      | Punti | In casa | In casa | In casa | In casa | In casa | In casa | In trasferta | In trasferta | In trasferta | In trasferta | In trasferta | In trasferta | Totale | Totale | Totale | Totale | Totale | Totale | DR |
| Competizione      | Punti | G       | V       | N       | P       | Gf      | Gs      | G            | V            | N            | P            | Gf           | Gs           | G      | V      | N      | P      | Gf     | Gs     | DR |
| ----------------- | ----- | ------- | ------- | ------- | ------- | ------- | ------- | ------------ | ------------ | ------------ | ------------ | ------------ | ------------ | ------ | ------ | ------ | ------ | ------ | ------ | -- |
| 2. Bundesliga     | 51    | 17      | 9       | 4       | 4       | 29      | 19      | 17           | 5            | 5            | 7            | 20           | 30           | 34     | 14     | 9      | 11     | 49     | 49     | 0  |
| Coppa di Germania | -     | 1       | 0       | 0       | 1       | 0       | 1       | 0            | 0            | 0            | 0            | 0            | 0            | 1      | 0      | 0      | 1      | 0      | 1      | -1 |
| Totale            | -     | 18      | 9       | 4       | 5       | 29      | 20      | 17           | 5            | 5            | 7            | 20           | 30           | 35     | 14     | 9      | 12     | 49     | 50     | -1 |

### Andamento in campionato
| Giornata  | 1  | 2  | 3  | 4  | 5  | 6  | 7  | 8  | 9 | 10 | 11 | 12 | 13 | 14 | 15 | 16 | 17 | 18 | 19 | 20 | 21 | 22 | 23 | 24 | 25 | 26 | 27 | 28 | 29 | 30 | 31 | 32 | 33 | 34 |
| --------- | -- | -- | -- | -- | -- | -- | -- | -- | - | -- | -- | -- | -- | -- | -- | -- | -- | -- | -- | -- | -- | -- | -- | -- | -- | -- | -- | -- | -- | -- | -- | -- | -- | -- |
| Luogo     | T  | C  | T  | C  | T  | C  | T  | C  | T | C  | T  | C  | T  | C  | C  | T  | C  | C  | T  | C  | T  | C  | T  | C  | T  | C  | T  | C  | T  | C  | T  | T  | C  | T  |
| Risultato | P  | V  | N  | N  | P  | V  | N  | N  | V | P  | P  | V  | N  | V  | P  | N  | V  | N  | V  | P  | P  | V  | V  | V  | P  | N  | P  | P  | P  | V  | N  | V  | V  | V  |
| Posizione | 16 | 11 | 11 | 10 | 14 | 10 | 10 | 12 | 8 | 10 | 10 | 10 | 10 | 8  | 9  | 8  | 9  | 9  | 8  | 9  | 9  | 7  | 7  | 7  | 7  | 8  | 8  | 9  | 9  | 9  | 9  | 7  | 6  | 5  |

Legenda:

Luogo: C = Casa; T = Trasferta. Risultato: V = Vittoria; N = Pareggio; P = Sconfitta.

### Statistiche dei giocatori
| Giocatore     | 2. Bundesliga | 2. Bundesliga | 2. Bundesliga | 2. Bundesliga | Coppa di Germania | Coppa di Germania | Coppa di Germania | Coppa di Germania | Totale   | Totale | Totale      | Totale     |
| Giocatore     | Presenze      | Reti          | Ammonizioni   | Espulsioni    | Presenze          | Reti              | Ammonizioni       | Espulsioni        | Presenze | Reti   | Ammonizioni | Espulsioni |
| ------------- | ------------- | ------------- | ------------- | ------------- | ----------------- | ----------------- | ----------------- | ----------------- | -------- | ------ | ----------- | ---------- |
| N. Burchert   | -             | -             | -             | -             | -                 | -                 | -                 | -                 | -        | -      | -           | -          |
| K. Jensen     | 10            | 0             | 0             | 0             | 1                 | 0                 | 0                 | 0                 | 11       | 0      | 0           | 0          |
| S. Lange      | -             | -             | -             | -             | -                 | -                 | -                 | -                 | -        | -      | -           | -          |
| D. Masuch     | 25            | 0             | 0             | 0             | -                 | -                 | -                 | -                 | 25       | 0      | 0           | 0          |
| T. Bertram    | -             | -             | -             | -             | -                 | -                 | -                 | -                 | -        | -      | -           | -          |
| S. Gonther    | 33            | 1             | 3             | 0             | 1                 | 0                 | 0                 | 0                 | 34       | 1      | 3           | 0          |
| S. Halfar     | 5             | 0             | 0             | 0             | -                 | -                 | -                 | -                 | 5        | 0      | 0           | 0          |
| M. Holst      | 25            | 0             | 3             | 0             | 1                 | 0                 | 0                 | 0                 | 26       | 0      | 3           | 0          |
| E. Klukin     | -             | -             | -             | -             | -                 | -                 | -                 | -                 | -        | -      | -           | -          |
| D. Krecidlo   | -             | -             | -             | -             | -                 | -                 | -                 | -                 | -        | -      | -           | -          |
| F. Mohr       | 21            | 1             | 1             | 0             | -                 | -                 | -                 | -                 | 21       | 1      | 1           | 0          |
| S. Schachten  | 30            | 1             | 2             | 0             | 1                 | 0                 | 0                 | 0                 | 31       | 1      | 2           | 0          |
| C. Strohdiek  | 11            | 0             | 2             | 0             | -                 | -                 | -                 | -                 | 11       | 0      | 2           | 0          |
| T. Wachsmuth  | 3             | 1             | 1             | 0             | 1                 | 0                 | 0                 | 0                 | 4        | 1      | 1           | 0          |
| J. Wemmer     | 19            | 0             | 2             | 0             | -                 | -                 | -                 | -                 | 19       | 0      | 2           | 0          |
| E. Alushi     | 33            | 3             | 7             | 0             | -                 | -                 | -                 | -                 | 33       | 3      | 7           | 0          |
| D. Brückner   | 33            | 9             | 3             | 0             | 1                 | 0                 | 0                 | 0                 | 34       | 9      | 3           | 0          |
| R. Guié-Mien  | 29            | 0             | 3             | 0             | 1                 | 0                 | 0                 | 0                 | 30       | 0      | 3           | 0          |
| P. Heithölter | 5             | 0             | 0             | 0             | 1                 | 0                 | 0                 | 0                 | 6        | 0      | 0           | 0          |
| A. Jevric     | 1             | 0             | 0             | 0             | -                 | -                 | -                 | -                 | 1        | 0      | 0           | 0          |
| M. Krösche    | 31            | 0             | 5             | 0             | 1                 | 0                 | 0                 | 0                 | 32       | 0      | 5           | 0          |
| S. Schuppan   | -             | -             | -             | -             | -                 | -                 | -                 | -                 | -        | -      | -           | -          |
| R. Zedi       | 17            | 0             | 1             | 0             | 1                 | 0                 | 0                 | 0                 | 18       | 0      | 1           | 0          |
| S. Brandy     | 28            | 5             | 4             | 0             | 1                 | 0                 | 0                 | 0                 | 29       | 5      | 4           | 0          |
| N. Daghfous   | 19            | 1             | 3             | 1             | -                 | -                 | -                 | -                 | 19       | 1      | 3           | 1          |
| R. Huneck     | 1             | 0             | 0             | 0             | -                 | -                 | -                 | -                 | 1        | 0      | 0           | 0          |
| S. Krause     | 12            | 4             | 1             | 0             | 1                 | 0                 | 0                 | 0                 | 13       | 4      | 1           | 0          |
| F. Löning     | 28            | 3             | 1             | 0             | 1                 | 0                 | 0                 | 0                 | 29       | 3      | 1           | 0          |
| G. Manno      | 18            | 4             | 1             | 0             | -                 | -                 | -                 | -                 | 18       | 4      | 1           | 0          |
| M. Sağlık     | 27            | 15            | 4             | 1             | -                 | -                 | -                 | -                 | 27       | 15     | 4           | 1          |
| S. Güvenışık  | 9             | 0             | 0             | 0             | 1                 | 0                 | 1                 | 0                 | 10       | 0      | 1           | 0          |